# شركة الكويت للتأمين
شركة الكويت للتأمين هي شركة تأمين كويتية تأسست عام 1960 و تعتبر أول شركة تأمين في الخليج العربي و أول شركة وطنية كويتية.
وفي 14 ديسمبر 2023، أعلنت شراء حصة من كريدت ون، وهي شركة كويتية قابضة مقفلة في صفقة قيمتها 9.5 مليون دينار.